# Glabel·la
La glabel·la, en humans, és la zona de la pell entre les celles i per sobre del nas. El terme també fa referència a l’os subjacent que està lleugerament deprimit i que uneix les dues carenes de les celles. És una punt de referència cefalomètric que és just superior al nasi. El terme per dominar aquesta zona del cos deriva del llatí glabellus, que significa "suau, sense pèl".
En ciències mèdiques, la pell de la glabel·la es pot utilitzar per mesurar la turgència de la pell per tal d'identificar deshidratació, pessigant-la suaument i aixecant-la. Quan s'allibera, la glabel·la d’un pacient deshidratat tendeix a romandre estesa ("acampanada"), en lloc de tornar a la seva forma normal.